# Most im. Ryszarda Siwca w Przemyślu
Most im. Ryszarda Siwca – most drogowy przez rzekę San w Przemyślu w ciągu ulic Borelowskiego - Bohaterów Getta.
Most oddany do użytku w 1987 roku, wybudowany został w miejsce poprzedniego mostu wiszącego. 
W czerwcu 1991 roku Rada Miasta Przemyśla nazwała most imieniem Ryszarda Siwca. Ryszard Siwiec, mieszkaniec miasta, dokonał samospalenia w 1968 r. protestując w ten sposób przeciwko inwazji wojsk Układu Warszawskiego na Czechosłowację.
Jest to jeden z trzech istniejących mostów drogowych przez rzekę San w centrum Przemyśla.
3 lutego 2025 roku rozpoczął się generalny remont mostu.